# Раздолье (Запорожская область)
Раздолье (укр. Роздолля) — село,
Павловский сельский совет,
Вольнянский район,
Запорожская область,
Украина.
Код КОАТУУ — 2321586111. Население по переписи 2001 года составляло 72 человека.

## Географическое положение
Село Раздолье находится на расстоянии в 0,5 км от села Зелёное, у истоков реки Вольнянка.
Рядом проходят автомобильная дорога Н-15 и
железная дорога, станция Вольнянск в 5-и км.

## История
- 1870 год — дата основания.

## Достопримечательности
- Братская могила советских воинов.